# In Requiem
In Requiem jedanaesti je studijski album britanskog metal-sastava Paradise Lost. Diskografska kuća Century Media Records objavila ga je 21. svibnja 2007.

## O albumu
Album je snimljen u britanskom studiju Chapel u Lincolnshireu i kanadskom Straight Soundu. Kao i prethodni album, producirao ga je Rhys Fulber. Za naslovnicu je zaslužan grčki slikar Seth Siro Anton iz death metal-skupine Septicflesh.
Pjesma "Sedative God" izvorno je bila namijenjena za prethodni album Paradise Losta, ali tada nije snimljena. Bubnjar Jeff Singer, koji je svirao na spomenutom albumu, tada nije bio službeni član sastava sve do prvog singla s ovog albuma The Enemy, iako je godinu dana nakon izlaska ovog albuma napustio Paradise Lost.
Album sadrži oštrije vokale Nicka Holmesa, slično stilu koji je imao na Icon.
Naslov pjesme "Praise Lamented Shade" dolazi od Eseja o kritici Alexandera Popea.

## Popis pjesama
Tekstovi: Nick Holmes, glazba: Greg Mackintosh.
| 1.    | »Never for the Damned«  | 5:02 |
| 2.    | »Ash & Debris«          | 4:16 |
| 3.    | »The Enemy«             | 3:39 |
| 4.    | »Praise Lamented Shade« | 4:02 |
| 5.    | »Requiem«               | 4:25 |
| 6.    | »Unreachable«           | 3:38 |
| 7.    | »Prelude to Descent«    | 4:11 |
| 8.    | »Fallen Children«       | 3:38 |
| 9.    | »Beneath Black Skies«   | 4:12 |
| 10.   | »Sedative God«          | 3:59 |
| 11.   | »Your Own Reality«      | 4:02 |
| 45:04 |                         |      |

| Bonus pjesme na ograničenom izdanju | Bonus pjesme na ograničenom izdanju         | Bonus pjesme na ograničenom izdanju | Bonus pjesme na ograničenom izdanju | Bonus pjesme na ograničenom izdanju | Bonus pjesme na ograničenom izdanju | Bonus pjesme na ograničenom izdanju | Bonus pjesme na ograničenom izdanju | Bonus pjesme na ograničenom izdanju | Bonus pjesme na ograničenom izdanju |
| Br.                                 | Skladba                                     | Trajanje                            |                                     |                                     |                                     |                                     |                                     |                                     |                                     |
| ----------------------------------- | ------------------------------------------- | ----------------------------------- | ----------------------------------- | ----------------------------------- | ----------------------------------- | ----------------------------------- | ----------------------------------- | ----------------------------------- | ----------------------------------- |
| 12.                                 | »Silent in Heart«                           | 3:22                                |                                     |                                     |                                     |                                     |                                     |                                     |                                     |
| 13.                                 | »Godless«                                   | 2:16                                |                                     |                                     |                                     |                                     |                                     |                                     |                                     |
| 14.                                 | »Missing« (obrada Everything but the Girla) | 4:21                                |                                     |                                     |                                     |                                     |                                     |                                     |                                     |
| 55:03                               |                                             |                                     |                                     |                                     |                                     |                                     |                                     |                                     |                                     |

| Bonus pjesme na japanskom izdanju | Bonus pjesme na japanskom izdanju           | Bonus pjesme na japanskom izdanju | Bonus pjesme na japanskom izdanju | Bonus pjesme na japanskom izdanju | Bonus pjesme na japanskom izdanju | Bonus pjesme na japanskom izdanju | Bonus pjesme na japanskom izdanju | Bonus pjesme na japanskom izdanju | Bonus pjesme na japanskom izdanju |
| Br.                               | Skladba                                     | Trajanje                          |                                   |                                   |                                   |                                   |                                   |                                   |                                   |
| --------------------------------- | ------------------------------------------- | --------------------------------- | --------------------------------- | --------------------------------- | --------------------------------- | --------------------------------- | --------------------------------- | --------------------------------- | --------------------------------- |
| 12.                               | »Silent in Heart«                           | 3:22                              |                                   |                                   |                                   |                                   |                                   |                                   |                                   |
| 13.                               | »Godless«                                   | 2:16                              |                                   |                                   |                                   |                                   |                                   |                                   |                                   |
| 14.                               | »Missing« (obrada Everything but the Girla) | 4:21                              |                                   |                                   |                                   |                                   |                                   |                                   |                                   |
| 15.                               | »Sons of Perdition«                         | 4:13                              |                                   |                                   |                                   |                                   |                                   |                                   |                                   |
| 59:16                             |                                             |                                   |                                   |                                   |                                   |                                   |                                   |                                   |                                   |

## Zasluge
| Paradise Lost - Nick Holmes – vokal - Greg Mackintosh – solo-gitara, klavijature - Aaron Aedy – ritam gitara, akustična gitara - Steve Edmondson – bas-gitara - Jeff Singer – bubnjevi Dodatni glazbenici - Leah Randi – dodatni vokal (na pjesmama "The Enemy" i "Praise Lamented Shade") - Heather Thompson – dodatni vokal (na pjesmi "The Enemy") - Chris Elliott – gudački aranžmani | Ostalo osoblje - Mike Fraser – miksanje - Shaun Thingvold – inženjer zvuka - Ewan Davies – inženjer zvuka - Jarosław Baran – uređivanje - Mike Cashin – asistent miksanja - U.E. Nastasi – mastering - Chiaki Nozu – fotografije - Rhys Fulber – produkcija - Spiros Antoniou – grafički dizajn |

## Ljestvice
| Ljestvica (2007.)  | Najviša pozicija |
| ------------------ | ---------------- |
| Austrija           | 28.              |
| Belgija (Valonija) | 95.              |
| Finska             | 19.              |
| Francuska          | 43.              |
| Njemačka           | 12.              |
| Italija            | 90.              |
| Japan              | 236.             |
| Švedska            | 33.              |
| Švicarska          | 41.              |
| UK                 | 125.             |